# Ryan O’Shaughnessy
Ryan O’Shaughnessy (1992. szeptember 27. –) ír színész és énekes. 
Ő képviseli Írországot a 2018-as Eurovíziós Dalfesztiválon, Lisszabonban , a Together című dallal.

## Élete
2021-ben ő hirdette ki az ír szakmai zsűri szavazatait az Eurovíziós Dalfesztiválon.